# Louvières, Haute-Marne
Louvières är en kommun i departementet Haute-Marne i regionen Grand Est (tidigare regionen Champagne-Ardenne) i nordöstra Frankrike. Kommunen ligger i kantonen Nogent som tillhör arrondissementet Chaumont. År 2022 hade Louvières 90 invånare.

## Befolkningsutveckling
Antalet invånare i kommunen Louvières
| Referens: INSEE |